# Jerry West
Jerry Alan West (n. 28 mai 1938, Chelyan⁠(d), Comitatul Kanawha, Virginia de Vest, SUA – d. 12 iunie 2024, Los Angeles, California, SUA) a fost un jucător și antrenor american de baschet. A jucat între 1960 și 1974 pentru Los Angeles Lakers în Liga Profesionistă a Statelor Unite (NBA). Logo-ul NBA este modelat după silueta lui West, motiv pentru care a fost poreclit și „Logo-ul”.

## Cariera

### Ca jucător
Din 1956 până în 1960, West a jucat la Universitatea West Virginia, unde a fost numit „MVP-ul turneului Final Four” în ultimul an ('59), după ce echipa sa a ajuns în finala campionatului de baschet al NCAA Divizia I. După ce a absolvit în 1960, a jucat pentru echipa națională de baschet a SUA la Jocurile Olimpice de la Roma și a câștigat medalia de aur. Apoi s-a mutat în NBA după ce Los Angeles Lakers l-au selectat pe poziția a doua în draftul NBA din 1960.
Timp de mulți ani la Lakers, West a format un duo excepțional cu Elgin Baylor. Până în 1969, Lakers, conduși de West și Baylor, s-au confruntat cu Boston Celticsul lui Bill Russell de cinci ori în finala NBA și au pierdut de fiecare dată. Nici măcar Wilt Chamberlain, care a fost adus în 1968, nu a putut întoarce situația în favoarea Lakers. În 1970, Lakers au pierdut din nou în finală, de data aceasta în fața New York Knicks. Doi ani mai târziu, răzbunarea a fost obținută și Jerry West a câștigat primul și singurul său titlu de campion. În 1969, după o altă înfrângere, a fost numit MVP-ul finalei: prima și singura dată în istoria NBA când un jucător din echipa învinsă a primit această onoare.
După o altă înfrângere în finală în 1973 și o eliminare timpurie din playoff în anul următor, West și-a anunțat retragerea în 1974. Cu 25.000 de puncte marcate, a fost cel mai bun marcator din istoria clubului Lakers până în 2010, când Kobe Bryant l-a depășit. Numărul lui de tricou, „44”, a fost retras de Lakers și nu mai este disponibil. Până în 1980, West și Oscar Robertson erau considerați cei mai buni doi fundași din istoria NBA. Pentru că West nu a câștigat niciodată premiul MVP al sezonului regulat, mulți îl consideră cel mai bun „non-MVP” din istoria NBA.

### Ca antrenor
După cariera sa de jucător, Jerry West a devenit antrenor pentru Los Angeles Lakers. După trei ani de succes moderat (1976 - 1979), s-a mutat în conducerea clubului. Din 1982 a fost director general al Lakers și a fost considerat de mulți în NBA cel mai bun din domeniul său. El a fost responsabil pentru schimbul în 1996 al lui Vlade Divac pentru talentul de liceu Kobe Bryant și semnarea pivotului vedetă Shaquille O'Neal, care împreună cu Bryant a contribuit la câștigarea de trei titluri la rând între 2000 și 2002.
West a părăsit Lakers în 2001 și s-a alăturat echipei Memphis Grizzlies în 2002. A fost director general acolo până în iunie 2007, înainte de a preda această funcție lui Chris Wallace.
În 2011, West a devenit membru al consiliului de administrație al Golden State Warriors. Din 2017 a fost membru al consiliului de administrație al Los Angeles Clippers.